# NHK高校講座 ベーシック10
NHK高校講座 ベーシック10は、2009年から2011年までNHK教育テレビジョンで放送されていたNHK高校講座の特別番組。

## 概要
小学校や中学校で学ぶ基礎的な学習を再度学び直すことを目的とした番組。英語・国語・数学の3教科を10のステップに分け、アニメやVTRを通して学び直す。千葉県立姉崎高等学校「マルチベーシック」のプログラムを元に企画された。

## 放送時間
シーズン1
- 2009年4月6日 - 17日
  - 平日15:00-15:10 英語
  - 平日15:10-15:20 国語
  - 平日15:20-15:30 数学

シーズン2
- 2010年4月5日 - 16日
  - 平日15:00-15:10 英語
  - 平日15:10-15:20 国語
  - 平日15:20-15:30 数学

サマースクール
シーズン2の英語と数学の再放送と、シーズン2で触れなかった項目を紹介する。
- 2010年8月2日 - 13日
  - 平日15:00-15:30

シーズン3
- 2011年4月4日 - 15日
  - 平日14:00-14:10 英語
  - 平日14:10-14:20 国語
  - 平日14:20-14:30 数学

## 出演者
シーズン1 - シーズン3
- オードリー（若林正恭・春日俊彰）
- 蒼あんな
- 蒼れいな
- チャレベー（声・坂本頼光）

シーズン1
- デンジャラス（安田和博・ノッチ）
- マイケル・マカティア
- 渋谷桃子
- ゴリラ（ラッパー）

- らっぷびと
- トーストガール
- Sweet Vacation
- 民本しょうこ

- ヒラタリョウ
- 大野大樹
- 田中要次
- 永井努

- 松林慎司
- 柳野幸成
- 濱崎茜
- 松永玲子

- Butch

- アニメーション制作
  - べんぴねこ
  - スナミマコト

シーズン2
- メクダシ・カリル
- ダンテ・カーヴァー
- 村井美樹
- 稲垣早希
- 國重友美
- ベッキー
- ハライチ
- ビューティーこくぶ
- 大輪教授
- 古川小百合
- トーストガール

- タカダ・コーポレーション
- ロバート・ボールドウィン
- 中野腐女子シスターズ
- もう中学生
- 松永玲子
- チャド・マレーン
- 山内圭哉
- アンドリュー・ホール
- 田中マルクス闘莉王
- 田中要次
- サンプラザ中野くん

- 中島愛子
- 佐久間淳也
- 佐藤弘道
- 吉田羊
- 永井努
- 南明奈
- 水元桃子
- 梨澤慧似子
- バッドボーイズ
- 宇野薫
- 中越典子

- 松林慎司
- 佐久間なつみ
- 峯村正樹
- ルー大柴
- 田中愛理
- ジェイソン・ハンコック
- 明和電機
- 假屋崎省吾
- 佐々木智子
- 青木綾平
- 塚本幸男

- 山中崇
- 真島茂樹
- 東京サニーズ
- GeneZ
- 新穂えりか
- 中村富十郎
- 京田尚子
- スザンヌ
- ガウ

シーズン3
- 大輪教授
- 湯浅弘一
- 西森英行
- 小出真保
- ニキ
- ぺる

- 中嶋朋子
- 松永玲子
- 田中要次
- 吉田羊
- 永井努
- 古川りか

- 鈴木コウタ
- 中越典子
- 出口結美子
- 村井美樹
- 山中崇
- 松嶋亮太

- 渋谷桃子
- 稲垣早希
- 佐久間淳也
- 中島愛子
- 品川庄司
- 大島麻衣

- 髭男爵
- 押切もえ
- 佐藤唯